# Ancistrus dolichopterus
Ancistrus dolichopterus è un pesce d'acqua dolce appartenente alla famiglia Loricariidae.
Questo Ancistrus, così come altre specie affini, deve il nome ai caratteristici tentacoli carnosi situati sulla parte superiore del muso. L'osservazione che nei maschi i tentacoli sono più numerosi che nelle femmine ha portato a formulare una teoria che collega queste escrescenze all'attività riproduttiva. Quando si sente minacciato, il pesce gatto dal muso a cespuglio alza le spine presenti sulle pinne pettorali e dorsale oltre a quelle che si trovano ai lati della testa.

## Distribuzione e Habitat
Areale Sud America settentrionale.
Habitat Bacino brasiliano superiore e medio del Rio delle Amazzoni e bacini di Rio Negro, Trombetas, Tefé, Madeira e Tapajós.

## Descrizione
Il pesce gatto dal muso a cespugio è di colore grigio-scuro con pallini bianchi.

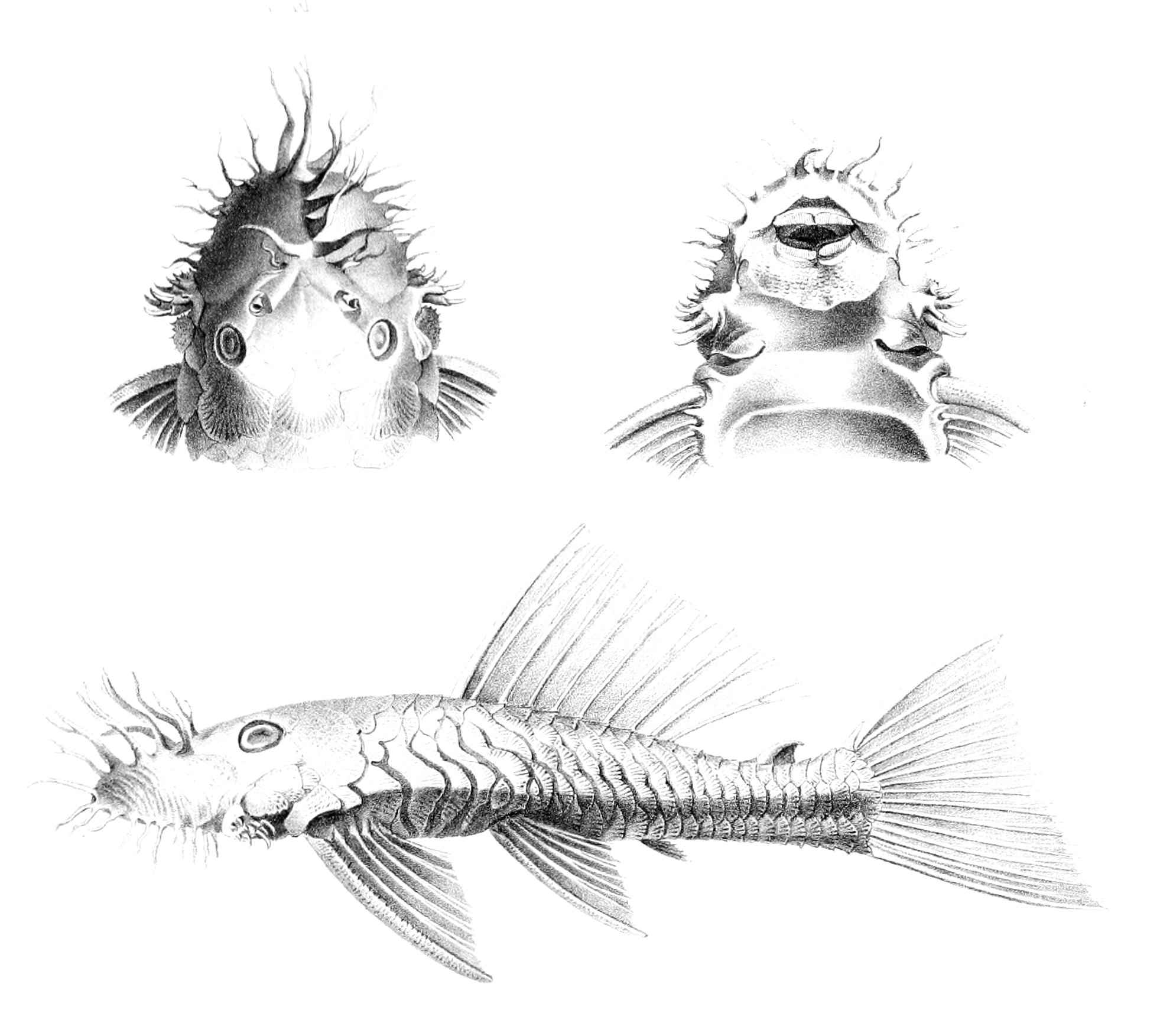

Ha scaglie resistenti da un impatto ed la forma del corpo piatta.

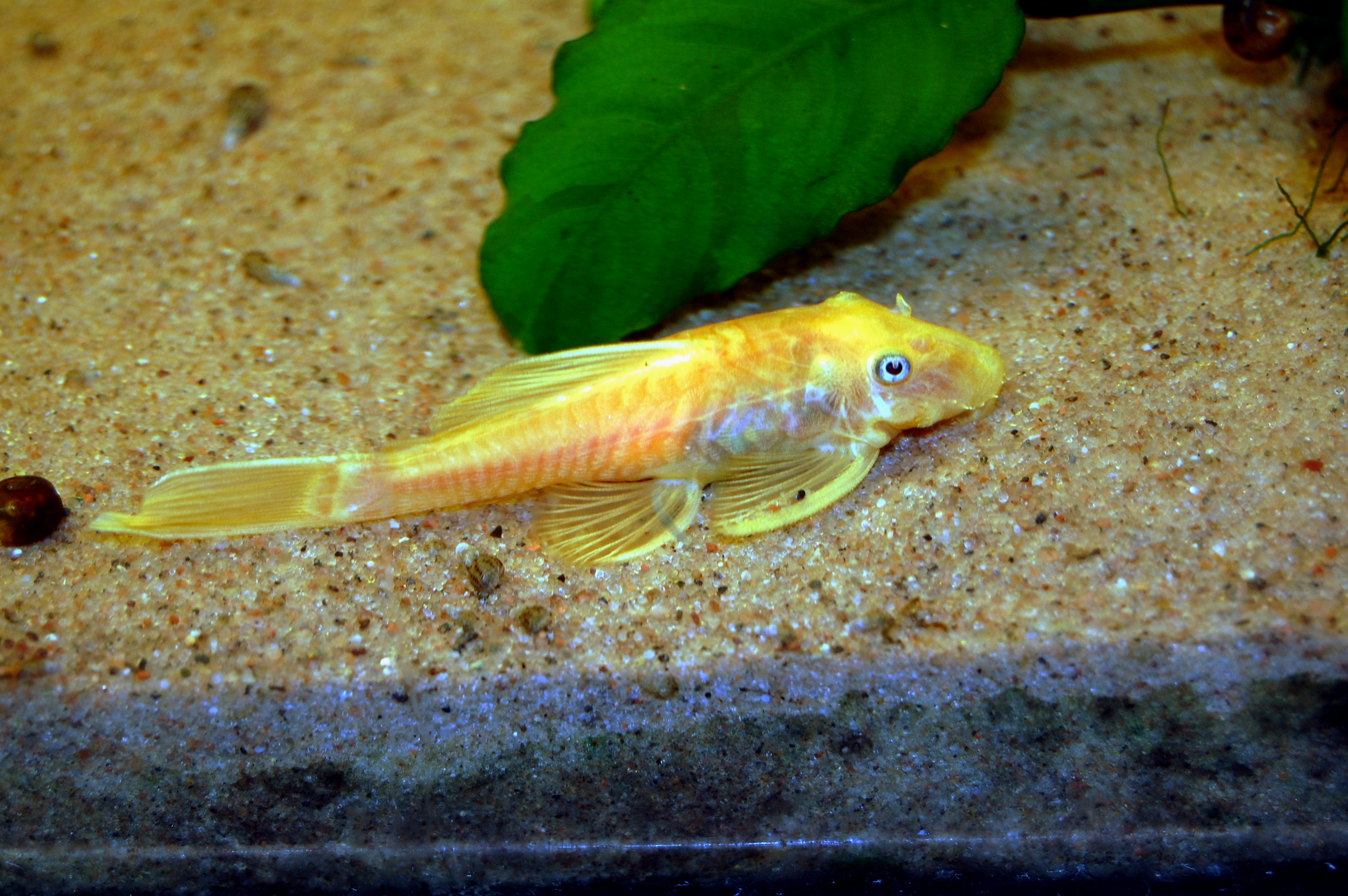

Se è albino, ha la colorazione della pelle giallo-oro con pallini argentati.

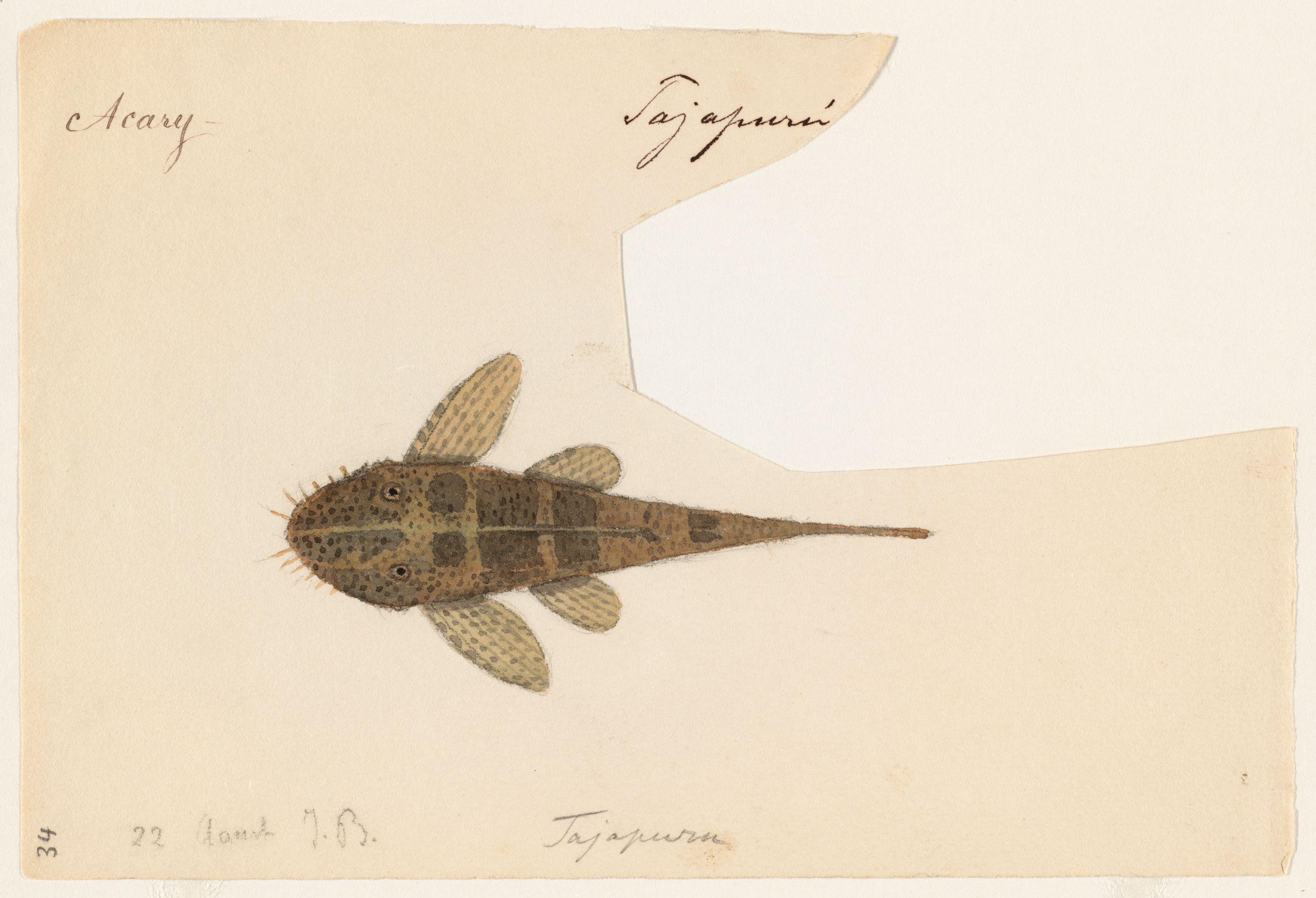

Un suo parente stretto è Ancistrus spinosus.
Ha un carattere molto asociale quando nella sua zona territoriale ci sono troppi pesci o c'è un altro Ancistrus  della stessa o diversa specie (il carattere è uguale per tutti gli Ancistrus).
Lunghezza Fino a 13 cm
Peso Non registrato
Sesso Maschio/Femmina
Status Comune
Vita Fino a 10 anni

## Pesca
Viene utilizzato come esca per predatori più grandi.